# Tambak Sari (Purwodadi)
Tambak Sari is een bestuurslaag in het regentschap Pasuruan van de provincie Oost-Java, Indonesië. Tambak Sari telt 4816 inwoners (volkstelling 2010).